# Amistad (1813)
Amistad foi um navio pirata do tipo saveiro a serviço das Províncias Unidas do Rio da Prata durante a Guerra da Independência da Argentina.
O Amistad era um navio mercante registrado no porto de Buenos Aires , de propriedade de William Brown (1777-1857) primeiro almirante da Armada Argentina.